# 日本國家女子橄欖球隊
日本女子橄欖球運動隊（ラグビー女子日本代表）是日本的一个女子橄欖球国家队，代表日本参加女子橄榄球比賽。该队于1991年女子橄欖球世界杯上首次亮相。